# Улан-Горхон
Улан-Горхон (рос. Улан-Горхон) — улус Тункинського району, Бурятії Росії. Входить до складу Сільського поселення Жемчуг.
Населення — 36 осіб (2015 рік).